# ナタールセオレガメ
ナタールセオレガメ（Kinixys natalensis）は、爬虫綱カメ目リクガメ科セオレガメ属に分類されるカメ。

## 分布
スワジランド、南アフリカ共和国北東部（Kwazulu-Natal州東部、Limpopo州東部、Mpumalanga州北東部）、モザンビーク南部
種小名natalensisは「ナタール産の」の意で、Kwazulu-Natal州を含むナタール地方に由来し和名と同義。

## 形態
最大甲長16センチメートルとセオレガメ属最小種。オスよりもメスの方が大型になり、オスは甲長10センチメートル程度の個体が多い。背甲はややドーム状に盛りあがり、上から見ると幅広い。項甲板は細長い。椎甲板は縦幅よりも横幅の方が長いが、第1椎甲板は縦幅と横幅がほぼ等しくなる個体もいる。第4 - 5椎甲板中央部には、あまり発達しない瘤状の盛りあがり（キール）がある。縁甲板は左右に12枚ずつあり、左右の第12縁甲板（もしくは最後端の第13 - 14縁甲板）が癒合しない個体が多い（まれに第13 - 14縁甲板があったり、左右の第12縁甲板が癒合する個体もいる）。後部縁甲板の外縁はやや反り返り、弱く鋸状に尖る。背甲の蝶番は発達せず、縁甲板にのみ蝶番がある。背甲の色彩は孵化直後からある甲板（初生甲板）は後述する明色斑のさらに周囲は黒や暗褐色、初生甲板と外縁の暗色斑の間・甲板の継ぎ目（シーム）は黄色がかった橙色と、同心円状に斑紋が入る個体が多い。腋下甲板は小型で、左右に3枚ずつある。喉甲板はあまり前方へ突出しない。左右の喉甲板の横幅は、左右の喉甲板の継ぎ目の長さ（間喉甲板長）の2倍以上。腹甲の色彩は黄色で、初生甲板周辺に不規則な放射状の斑紋が入る。
頭部は中型。上顎の先端は鉤状に尖り、その両脇も突出する。前額板は左右に1枚ずつあり、額板は大型で1枚。前肢の爪は5本で、後肢の爪は4本。後肢の踵には大型鱗があるが、腿に大型鱗はない。頭部や四肢・尾の色彩は褐色や黄色。
幼体は椎甲板にあまり発達しないキールがある。背甲の色彩は淡黄色や暗褐色で、外縁のみ黄褐色。成長に伴いキールは第4 - 5椎甲板を除いて消失し、背甲の色彩も変化する。
オスはメスと比較して背甲の斑紋が不明瞭で、老齢個体は背甲の斑紋が消失し背甲の色彩が淡黄色や橙色・褐色一色になる。同属他種と異なり、オスの腹甲中央部が極端に凹むことはない。

## 生態
Kwazulu-Natal州では内陸部の標高50 - 1,100メートルにある岩が多い環境に生息し、エスワティニ北部では低山地にある花崗岩の露頭した環境を好む。
繁殖様式は卵生。飼育下では2月に交尾を行った例がある。飼育下では4月に1回に2個の卵を産み、5 - 6か月で孵化した例がある。

## 人間との関係
都市開発や農地開発・ダム建設・野焼きなどによる生息地の破壊により、生息数は減少している。1975年のワシントン条約発効時からワシントン条約附属書IIに掲載されている（当初はセオレガメ属単位だったが、1977年からはリクガメ科単位で）。
ペットとして飼育されることもあり、日本にも輸入されている。流通はまれ。本種の名称で別種スピークセオレガメが販売される事もあった。テラリウムで飼育される。日本国内では飼育は難しい種とされることもあるが、一方で南アフリカ共和国内での飼育例では食性が幅広く配合飼料などにも餌付くとする報告もある。